# 錫達芒廷 (北卡羅萊納州)
錫達芒廷（英語：Cedar Mountain）是位於美國北卡羅萊納州特蘭西瓦尼亞縣的非建制地區。

## 歷史
錫達芒廷的郵局自1856年營運至今。

## 地理
錫達芒廷所處的海拔為高於海平面824米（即2704英呎），而該地所採用的時區為UTC-5，即北美东部时区（EST）。同時該地設有夏令時間，為UTC-5調快一小時，即UTC-4（EDT）。